# Diplotaxodon ecclesi
Diplotaxodon ecclesi è una specie di ciclidi haplocromini endemica del Lago Malawi, che si trova in acque libere principalmente nelle zone più profonde, sebbene raramente viene catturato con la pesca a strascico. La sua preda principale è la sardina del lago Malawi. Il nome specifico rende onore al Senior Fisheries Research Officer del Malawi, David H. Eccles (nato nel 1932).